# Testamento de Lenin

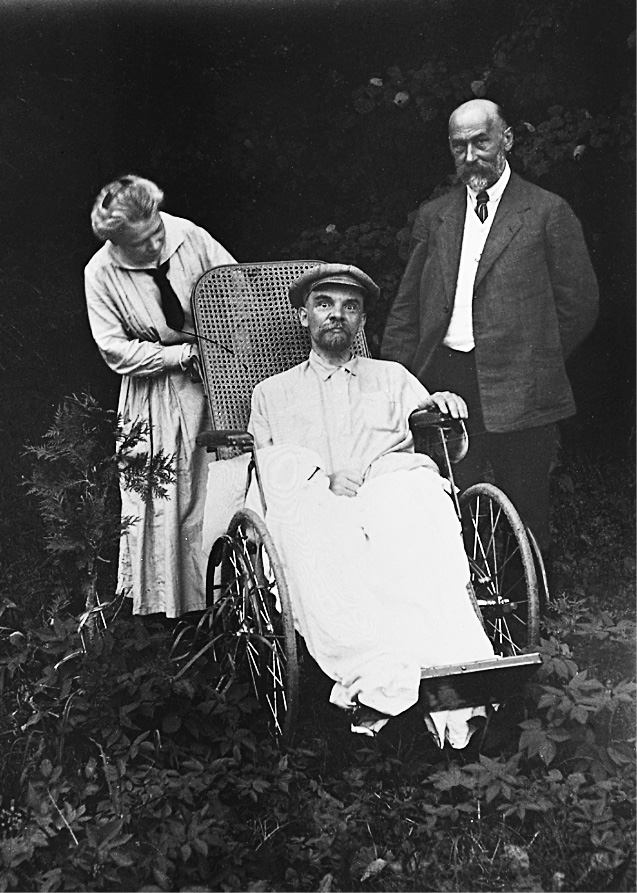
Fotografía de Lenin del 16 de mayo de 1923 con su hermana y uno de sus doctores.

El Testamento de Lenin es el nombre ficticio dado a un documento escrito por Vladímir Lenin en las últimas semanas de 1922 y la primera semana de 1923. En el llamado "testamento", Lenin propuso cambios en la estructura de los órganos rectores soviéticos. Al percibir su muerte inminente, también comentó sobre los principales miembros de la Unión Soviética para asegurar su futuro.[cita requerida] Sugirió que Iósif Stalin debía ser apartado de su puesto como Secretario General del Partido Comunista de la Unión Soviética.

## Historia del documento
Lenin quería que el testamento fuera leído en el XII Congreso del Partido Comunista de la Unión Soviética que se celebraba en abril de 1923. Sin embargo, después del tercer ataque de Lenin en marzo de 1923, dejándolo paralizado e incapaz de hablar, el testamento fue mantenido en secreto por su esposa, Nadezhda Krúpskaya, con la esperanza de la eventual recuperación de Lenin. Sólo después de la muerte de Lenin, el 21 de enero de 1924, entregó el documento a la Secretaría del Comité Central del Partido Comunista y pidió que se pusiera a disposición de los delegados del XIII Congreso del Partido en mayo de 1924.
El testamento de Lenin presentaba el triunvirato o troika gobernante (Iósif Stalin, Grigori Zinóviev y Lev Kámenev) con un incómodo dilema. Por un lado, habrían preferido suprimir el testamento, ya que era crítico de los tres, así como de su aliado Nikolái Bujarin y sus oponentes, León Trotski y Gueorgui Piatakov. Aunque los comentarios de Lenin perjudicaban a todos los dirigentes comunistas, Iósif Stalin era el más afectado, ya que la única sugerencia práctica en el testamento era sacarlo de la posición de Secretario General del Comité Central del Partido.
Por otra parte, el liderazgo no se atrevió a ir directamente contra los deseos de Lenin tan pronto después de su muerte, especialmente con su viuda insistiendo en que se llevaran a cabo. El liderazgo estaba también en medio de una lucha fraccional sobre el control del Partido, la facción gobernante consistía en grupos flojos aliados que pronto se separarían, lo que habría hecho un encubrimiento difícil.
El compromiso final propuesto por el triunvirato en el Consejo de Ancianos del XIII Congreso, después de que Kámenev leyera el texto del documento, fue poner a disposición de los delegados el testamento de Lenin sobre las siguientes condiciones (publicadas por primera vez en un folleto de Trotski publicado en 1934 y confirmado por los documentos publicados durante y después de la glásnost):
- El testamento sería leído por representantes de la dirección del Partido a cada delegación regional por separado.
- No se permitiría tomar apuntes.
- No se mencionaría el testamento durante la sesión plenaria del Congreso.

La propuesta fue adoptada por mayoría de votos sobre las objeciones de Krúpskaya. Como resultado, el testamento no tuvo el efecto que Lenin esperó y Stalin conservó su posición como Secretario General gracias a una votación del partido.
La falta de difusión del documento en el seno del Partido siguió siendo un punto de discusión durante la lucha entre la oposición de izquierda y la facción Stalin-Bujarin entre 1924 y 1927. Bajo la presión de la oposición, Stalin tuvo que volver a leer el testamento en la reunión del Comité Central de julio de 1926.
Una versión editada del testamento fue impresa en diciembre de 1927 en una edición limitada puesta a disposición de los delegados del XV Congreso del Partido. 
El argumento de que el testamento estaba ampliamente disponible fue socavado por el consenso dentro de la dirección del Partido de que no se podía imprimir públicamente, ya que habría dañado al Partido en su conjunto.
El texto del testamento y el hecho de su ocultación pronto se hizo conocido en Occidente, especialmente después de que las circunstancias que rodeaban la controversia fueron descritas por Max Eastman en Since Lenin Died (1925). La dirección soviética denunció el relato de Eastman como falso y utilizó la disciplina de partido para forzar a Trotski, que seguía siendo miembro del Politburó, a escribir un artículo negando la versión de los acontecimientos de Eastman. Si bien es cierto que Eastman no tenía toda la información disponible en ese momento.
El texto completo en lengua inglesa del testamento de Lenin fue publicado como parte de un artículo de Eastman que apareció en el The New York Times en 1926.
Desde el momento en que Stalin consolidó su posición como líder indiscutible del Partido Comunista y de la Unión Soviética a finales de los años veinte, todas las referencias al testamento de Lenin eran consideradas agitación antisoviética y punibles como tales. La negación de la existencia del testamento de Lenin siguió siendo una de las piedras angulares de la historiografía soviética hasta la muerte de Stalin el 5 de marzo de 1953. Después de la denuncia a Stalin de Nikita Jrushchov en el XX Congreso del Partido en 1956, el documento finalmente fue oficialmente publicado por el gobierno soviético. La carta original está en un museo dedicado a Lenin.

## Documentos relacionados
Este término no debe confundirse con el "Testamento político de Lenin", término usado en el leninismo para referirse a un conjunto de cartas y artículos dictados por Lenin durante su enfermedad que instruyen cómo continuar la construcción del estado soviético. Tradicionalmente incluye las siguientes obras:
- Una carta al congreso, "Письмо к съезду"
- Acerca de la Asignación de Funciones Legislativas para el Gosplán, "О придании законодательных функций Госплану"
- A la "Cuestión de las Nacionalidades" o sobre "la Autonomización", "К 'вопросу о национальностях' или об 'автономизации' "
- Páginas del Diario, "Странички из дневника"
- Sobre la cooperación, "О кооперации"
- Acerca de nuestra revolución, "О нашей революции"
- Cómo reorganizar Rabkrin, "Как нам реорганизовать Рабкрин" (Inspección de Obreros y Campesinos, Rabkrin)
- Más vale menos pero mejor, "Лучше меньше, да лучше"

## Contenido del último testamento de Lenin
La carta constituye una crítica al gobierno soviético tal como estaba entonces, advirtiendo de los peligros que anticipaba y haciendo sugerencias para el futuro. Algunas de esas sugerencias incluyen aumentar el tamaño del Comité Central del Partido, otorgar poderes legislativos al Comité Estatal de Planificación y cambiar la política de nacionalidades que Stalin había implementado.
La crítica de Stalin y Trotski:

El camarada Stalin, que se ha convertido en Secretario General, tiene una autoridad ilimitada concentrada en sus manos, y no estoy seguro de si siempre será capaz de utilizar esa autoridad con la suficiente cautela. El camarada Trotsky, por otra parte, como su lucha contra el C.C. sobre la cuestión del Comisariado del Pueblo de las Comunicaciones ya ha demostrado, se distingue no sólo por la capacidad excepcional. Él es personalmente el hombre más capaz en el presente del C.C., pero ha demostrado excesiva confianza en sí mismo y ha demostrado una preocupación excesiva con el lado puramente administrativo de la obra.

Estas dos cualidades de los dos líderes destacados del actual C.C. pueden conducir inadvertidamente a una división, y si nuestro Partido no toma medidas para evitar esto, la división puede venir inesperadamente.

Lenin sentía que Stalin tenía más poder de lo que podía manejar y podría ser peligroso si se le permitía sucederle. En una posdata escrito unas semanas después, Lenin recomendó el retiro de Stalin del cargo de Secretario General del Partido:

Stalin es demasiado grosero y este defecto, aunque bastante tolerable en nuestro medio y en el trato entre nosotros los comunistas, se convierte en intolerable en un Secretario General. Por eso sugiero que los camaradas piensen en una manera de sacar a Stalin de ese puesto y nombrar a otro hombre en su lugar que en todos los demás aspectos difiere del camarada Stalin por tener sólo una ventaja: ser más tolerante, más leal , más cortés y más considerado hacia los compañeros, menos caprichoso, etc. Esta circunstancia puede parecer un detalle insignificante. Pero creo que desde el punto de vista de las salvaguardias contra la división y desde el punto de vista de lo que escribí anteriormente sobre la relación entre Stalin y Trotski, no es un detalle menor, pero es un detalle que puede asumir una importancia decisiva.

Por el poder, Trotski argumentó que Lenin significaba poder administrativo más que influencia política dentro del Partido y señaló que Lenin había acusado efectivamente a Stalin de falta de lealtad.
En el artículo del 30 de diciembre de 1922 A la "Cuestión de las Nacionalidades" o sobre "la Autonomización", Lenin criticó las acciones de Félix Dzerzhinski, Sergó Ordzhonikidze y Stalin en el llamado "Asunto georgiano", acusándolos de "chovinismo gran ruso" (Great Russian chauvinism).

Creo que aquí se jugó un papel fatal por la prisa y la impetuosidad administrativa de Stalin y también por su infatuación con el renombrado "social-nacionalismo". La infatuación en la política en general y por lo general juega el peor papel.

Lenin también criticó a otros miembros del Politburó. Escribió esto:

[E]l episodio de octubre con Zinóviev y Kámenev [su oposición a tomar el poder en octubre de 1917] no fue, por supuesto, un accidente, pero tampoco puede atribuirse la culpa a ellos personalmente, como tampoco lo puede hacer el no bolchevismo sobre Trotski.

Finalmente, criticó a dos líderes bolcheviques más jóvenes, Bujarin y Piatakov:

En mi opinión, son las figuras más destacadas (entre las más jóvenes), y hay que tener en cuenta las siguientes: Bujarin no es sólo el teórico mayor y más valioso del Partido; también se le considera con razón como el favorito de todo el Partido, pero sus puntos de vista teóricos pueden clasificarse como plenamente marxistas sólo con la gran reserva, pues hay algo de escolástico en él (nunca ha hecho un estudio de la dialéctica y, creo, nunca lo apreciamos plenamente).

En cuanto a Piatakov, él es, sin duda, un hombre de excelente voluntad y capacidad excepcional, pero demuestra demasiado celo por la administración y el lado administrativo de la obra que se confía en un asunto político serio.

Estas dos observaciones se hacen, por supuesto, sólo por el momento, partiendo de la suposición de que estos dos destacados y devotos trabajadores del Partido no encuentran ocasión para mejorar sus conocimientos y modificar su unilateralidad.

Una pregunta desconcertante es por qué Gueorgui Piatakov aparece como una de las seis figuras principales del Partido Comunista en 1923. Piatakov era una figura importante como vicepresidente del Consejo Supremo de la Economía Nacional de la URSS, pero no era un hombre importante en la toma de decisiones. La respuesta puede encontrarse en la Vida de Lenin de Louis Fischer, donde escribe que Piatakov era un visitante frecuente de la casa de Lenin mientras estaba recuperándose lejos de Moscú. El motivo de las visitas era tocar las selecciones de piano que Lenin amaba desde que Piatakov era un pianista consumado. Este cercano y frecuente contacto en el momento en que Lenin compuso la carta puede ser la respuesta.